# والتر جاكسون
والتر جاكسون (بالإنجليزية: Walter Jackson)‏ (1 يناير 1870 في المملكة المتحدة - ) هو لاعب كرة قدم بريطاني (وحمل سابقاً جنسية المملكة المتحدة لبريطانيا العظمى وأيرلندا) في مركز جناح ‏. لعب مع برمنغهام سيتي ونادي ووستر سيتي.